# 中山亮太郎

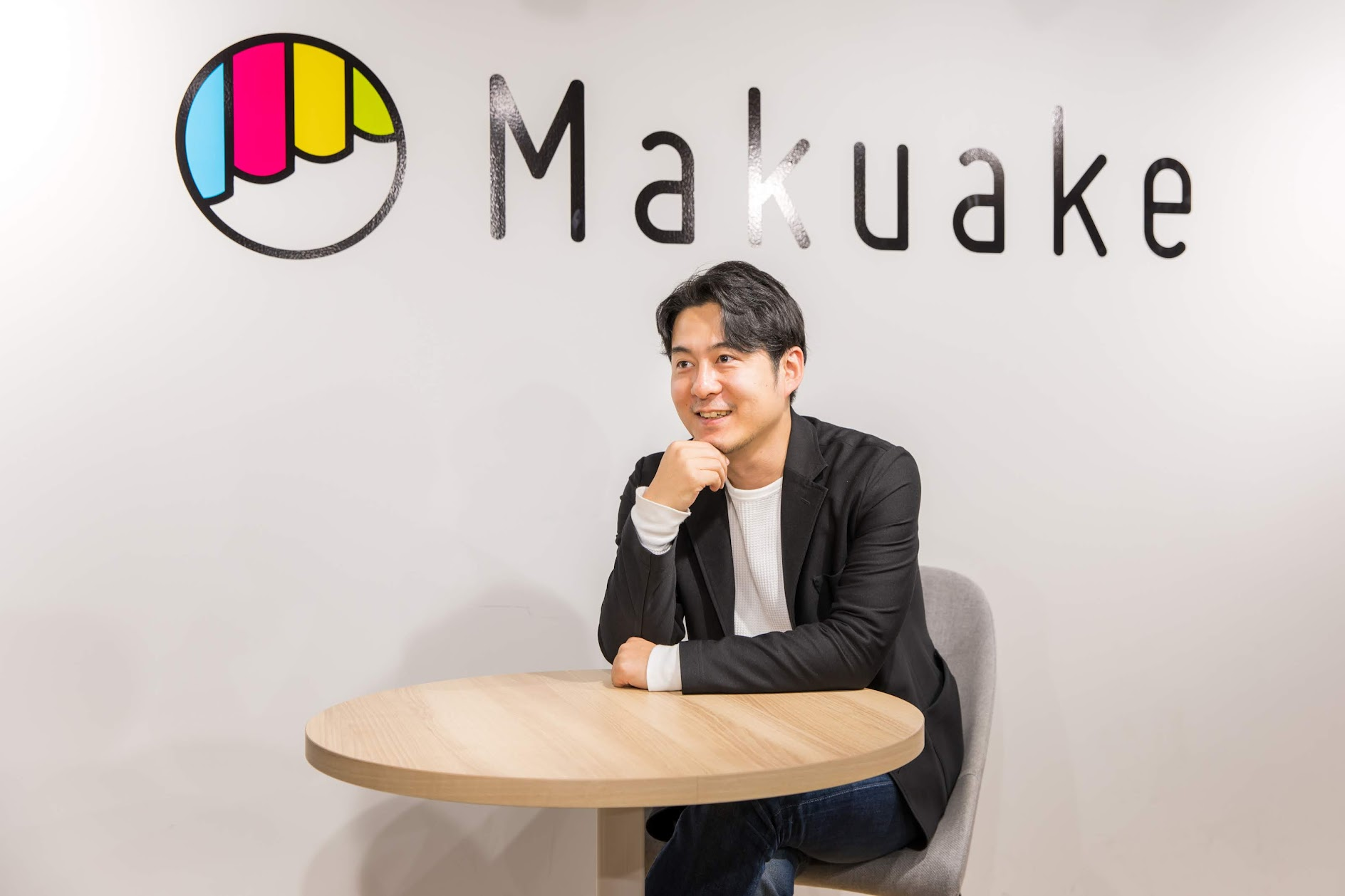
中山亮太郎（2019年12月5日撮影）

中山 亮太郎（なかやま りょうたろう、1982年4月11日 - ）は、日本の実業家。株式会社マクアケ代表取締役社長。慶應義塾大学法学部卒業。埼玉県八潮市出身。血液型はB型

## 概要
慶應義塾大学卒業。2006年（平成18年）株式会社サイバーエージェント入社。社長アシスタントやメディア事業の立ち上げを経て、2010年（平成22年）から2013年（平成25年）までベトナムにベンチャーキャピタリストとして赴任。現地のネット系スタートアップへの投資を手がける。
2013年（平成25年）日本に帰国後、株式会社サイバーエージェント・クラウドファンディングを設立し代表取締役社長に就任。同年、“アタラシイものや体験の応援購入サービス”「Makuake（マクアケ）」をリリースする。2017年（平成29年）株式会社マクアケに社名変更した。
漫画、アニメ、日本映画、サッカーをこよなく愛する。楽観的で情熱的な起業家。

## 経歴

### 幼少期・学生時代
1982年（昭和57年）埼玉県八潮市出身。起業家の家系に生まれる。父は山口県から裸一貫で東京に上京、ゼロから医学書の出版社を立ち上げて、40年近く現役の経営者を続ける。祖父は山口で林業を営んだ後、個人投資家になった。高祖父は山口で大工をしていた。自分で事業を作るのが当たり前みたいな家系で育つ。
幼稚園の頃から漫画「キャプテン翼」の影響でサッカーを始め、小学校の卒業アルバムに「サッカーのキャプテンになる！」と書くほど、熱心にサッカーに取り組んだ。中学校でもサッカー部に所属。中学では東京都選抜に選ばれた。
1998年（平成10年）芝浦工業大学附属高等学校に進学し、サッカー部に所属。付属先の芝浦工業大学へそのまま進学するのではなく、慶応義塾大学進学を希望した。弁護士出身が多い大学だったのが選んだ理由だった。なぜ弁護士を夢見たかというと、「高校サッカーをやっているうちに上には上がいる」と悟り、サッカー選手の夢を諦める言い訳だった。「弁護士を目指すためには時間が必要だから、サッカーを諦める」というもっともらしい理由でカッコがつくかな、と思った。
2002年（平成14年）慶應義塾大学法学部を入学。1年浪人して法学部の門を叩いた。入学後、弁護士という仕事がよくわかっていないまま弁護士事務所でアルバイトを始めた。そこで弁護士の仕事よりもゼロから事業をつくっていくことのほうが面白うそうに思え、方針転換を考えた。
大学3年の頃、就職活動の中でサイバーエージェントの存在を知り、会社説明会に行った際、学生たちの前で話す社長・藤田晋の話に感銘を受け入社を志望した。

### 会社員時代
2006年（平成18年）サイバーエージェントに入社、社長室配属。
就職活動時、社長の藤田晋と面談の場で「将来社長になりたいです」と発言した。藤田から「なんで？」と問われて答えた言葉が「本能です」と。「そういうもんだよね。なら社長室どう？」と藤田から提案を受けた。チャンスが転がる社風により風向きが変わる。朝のお迎え運転手や社長アシスタントから色々なことを学ぶ。車中にて事業における様々な心構えやリーダー論は、その後のマクアケでの経営に大きな影響を及ぼした。
同期入社にAmazonプライム・ビデオ『バチェラー・ジャパン』に2代目バチェラーとして出演した現在実業家として活躍する小柳津林太郎がいる。
その後、「何かしらの事業を作りたくて仕方がなかい」「世界中の隅々に価値を残せる会社を作りたい」と世界を強く意識した。しかし今の自分は、渋谷周辺、山手線の沿線内でしか動いていないことに危機感を感じ、ベトナムのベンチャー・キャピタルのポストが空いているからという上司の話に真っ先に手を挙げた。
2010年（平成12年）ベンチャーキャピタリストとしてベトナムへ赴任。現地の生活で使うものの中に日本製の製品が無くなってしまったことに悔しさと危機感を覚えたという。

### 起業時代（4度のショート危機）
約2年でベトナムでの仕事を終え、2013年（平成25年）日本へ帰国。社内ベンチャーとして、同年5月、サイバーエージェント・クラウドファンディング社を設立。クラウドファンディングサイト「Makuake（マクアケ）」を運営。後に日経スペシャル カンブリア宮殿に出演した藤田晋は、当時の中山について「元々の発想がCSRのような位置づけで、中山は理想が高く夢見がちで、クラウドファンディングに向いていると思った」と回顧、言及する。
サイバーエージェントグループの新規事業としてクラウドファンディングに取り組む事業をスタートした。当初はクラウドファンディングで資金さえ集まればいいのではないかという仮説を持って、Makuakeを“募金サイト”の発想で始めた。クラウドファンディングをメーカー商品作りに役立てないかと考える。
以前、ベトナムで中国・韓国製の製品ばかり並べられていて日本製のものが無いのを見ていた。日本製が高いからなのかと思っていたが、親に借金をしてでもiPhoneを購入した若い男性を見て、中山は「日本は本当に魅力的な商品を生み出せていない」と考え、商品づくりに資金が足らない企業を回るが失敗に終わる。ベンチャーキャピタル出身ゆえの発想だった。
実際のニーズの解像度を高めないままにビジネスを始めてしまったことが失敗の要因。400社以上もアポイントを取って話をしても、全く相手に話が響かず、どこも提携してくれなかった。みるみる減っていくキャッシュ、半年に一度の「延命処置」として投資元サイバーエージェントとの面談、と常に資金の心配はついて回りながらも、周りからは「何かあってもサイバーエージェントに戻れるんでしょう？」と色眼鏡で見られ、誰にも相談できないきつい日々が続いた。
延命の日々が続くなか、創業後すぐにプロトタイプを作るためにMakuakeを利用した、メイド・インジャパンの時計ブランド、Knotの遠藤弘満社長から言われた一言で人生が変わる。「Makuakeはお金を集めるサイトじゃないよ」と。中山は今まで「金さえあれば良いものを作って世に出せるはず、だからお金集めが大事」と思っていた。遠藤から「在庫を抱える前にお客さんを捕まえられる」「買ってくれる人がいる、とわかる」といったテスト・マーケティングの方がずっと大事なんだよということを初めて教わる。

### 起業時代（躍進）
ようやく方向性が見えた中山は、イケルと確信。しかし財務状況は急に良くなるわけではなく、サイバーエージェントから3度目の延命処置にあたる追加投資を頼んだ。マクアケ創業後3年半が経った2016年（平成28年）末、丁度良いタイミングで救世主が現れる。当時ミラノにいたプロサッカー選手で、投資家としてエンジェル投資のためのファンドを運営する本田圭佑からの出資の打診だった。本田から数々あるクラウドファンディングから選んでもらい、本田から「Makuakeは時価総額1兆円規模の会社になる」と言ってもらった。
2017年（平成29年）株式会社マクアケに社名変更。初の黒字化（2017年9月期）、ビジネスが軌道に乗るまでに4年の歳月を要した。同年10月、初の著書『日本最大級Makuakeが仕掛ける! クラウドファンディング革命 面白いアイデアに1億円集まる時代』を出版。「クラウドファンディングの夢」や、サイバーエージェント藤田晋社長から「時価総額1兆円を目指せるビジネス」と激賞された仕組みの全貌を公開。
2019年（令和元年）12月に東証マザーズに株式を上場。応援購入総額は450億円を突破した。
2021年（令和3年）1月28日、作家の村上龍がMCをする経済ドキュメント番組『日経スペシャル カンブリア宮殿』で特集される。中山の人物伝、まだ世に出ていないユニークな新商品、生産前に購入客を集めてヒットさせる"ワクワク商品"応援サイト「マクアケ」の誕生秘話など、いま日本が注目する最新ビジネスの１つとして深掘りされ紹介された。

## 人物
性格は楽観的。日経スペシャル カンブリア宮殿に出演したとき、藤田晋から「頭の中がお花畑」と言われるほど。理想を掲げることで自分鼓舞するところがある。
大学時代に、父が食事中にふと『生まれたからには、何かを残せよ』と言った。その言葉が、事業を残したい、自分で会社を作れる人間になりたいと思うようになった。
趣味は、アニメ鑑賞、サウナ。特に「マンガは人生のコーチ」と語るほどマンガ・アニメを愛する。好きな漫画家は、末次由紀。好きな飲み物は、日本酒。好きな食べ物は、かき氷。
好きな歌手は、ZARD。中学生の頃、サッカーの試合の前にかならずZARDを聴いて集中力を高めていた。
好きな映画監督は、岩井俊二。高校時に『打ち上げ花火、下から見るか? 横から見るか?』をレンタルビデオ屋で借りたことがキッカケで日本映画の魅力に取り憑かれる。
尊敬する人は勝海舟。影響を受けた人はサイバーエージェント社長の藤田晋、クリエイティブ・ディレクターの小霜和也、プロサッカー選手の本田圭佑。
血液型はB型。

## 著書
- 『日本最大級Makuakeが仕掛ける! クラウドファンディング革命 面白いアイデアに1億円集まる時代』（PHP研究所、2017年10月20日）　ISBN 978-4569836911

## テレビ出演
※ テレビ紹介情報サイトより
- 『日経スペシャル カンブリア宮殿』- 「"応援購入"でヒット連発！話題のマクアケ もっと日本からワクワク商品を生み出せ！」（2021年1月28日、テレビ東京）- マクアケ社長 中山亮太郎出演[19]　https://www.youtube.com/watch?v=qDF_yb87Lss
- 『日経ニュースプラス9』（BSテレ東） - 元メジャーリーガー上原浩治から直撃インタビュー
- 『田村淳が豊島区池袋』（テレビ東京）
- 『夢遺産～リーダーの夢の先～』（テレビ東京）　https://www.youtube.com/watch?v=Ter7s_wT4os
- 『トップに聞く』（日経CNBC）　https://markets.nikkei-cnbc.co.jp/watch/vod/38586

## 雑誌出演
※ 国立国会図書館検索サイトにて
- 『週刊エコノミスト』（毎日新聞出版） - “お蔵入り技術"を世に出す 未来の顧客ニーズ分析が強みだ
- 『経済人』（関西経済連合会）
- 『月刊ビジネスサミット』（インクグロウ）
- 『プレジデント』（プレジデント社） - 田原総一朗と対談
- 『企業家倶楽部』（企業家倶楽部）
- 『日経トップリーダー』（日経BP） - 方向が大体合っていればいい 時速300キロの仲間を増やす
- 『日経コンピュータ』（日経BP） - 在庫なしの「0(ゼロ)次流通」ECへ 地方のものづくり、データで支援
- 『金融財政事情』（金融財政事情研究会） - クラウドファンディングは金融機関の与信判断にも有用